# Gayt
La rivière de Gayt (Gayt Çayı) est une rivière turque coupée par le barrage de Gayt dans la province de Bingöl. Ses eaux vont rejoindre le Murat Nehri, branche la plus longue et la plus méridionale du cours supérieur de l'Euphrate.